# Desmiphora boliviana
Desmiphora boliviana är en skalbaggsart som beskrevs av Stefan von Breuning 1948. Desmiphora boliviana ingår i släktet Desmiphora och familjen långhorningar. Inga underarter finns listade i Catalogue of Life.